# ساسارام
ساسارام (به انگلیسی: Sasaram) یک منطقهٔ مسکونی در هند است که در Rohtas district واقع شده‌است. ساسارام ۱۴۷٬۴۲۵ نفر جمعیت دارد و ۱۱۰ متر بالاتر از سطح دریا واقع شده‌است.